# Burke (Familienname)
Burke ist eine englischsprachige Form des irischen Familiennamens de Burca.

## Namensträger

### A
- Aedanus Burke (1743–1802), US-amerikanischer Politiker
- Alexandra Burke (* 1988), britische Popsängerin
- Alfred Burke (1918–2011), britischer Schauspieler
- Alvin Burke junior (* 1973), US-amerikanischer Wrestler, siehe Montel Vontavious Porter
- Andrea Burke (* 1977), deutsche Biathletin, siehe Andrea Henkel
- Andrew Burke (Segler) (1949–2009), barbadischer Segler
- Andrew H. Burke (1850–1918), US-amerikanischer Politiker
- Anna Burke (* 1966), australische Politikerin
- Arleigh Burke (1901–1996), US-amerikanischer Marineoffizier
- Austin-Emile Burke (1922–2011), kanadischer Bischof

### B
- Barbara Burke (1917–1998), britische Sprinterin
- Bernard Flood Burke (1928–2018), US-amerikanischer Astronom
- Billie Burke (1884–1970), US-amerikanische Schauspielerin
- Billy Burke (Golfspieler) (William John Burke; 1902–1972), litauisch-US-amerikanischer Golfspieler
- Billy Burke (William Albert Burke; * 1966), US-amerikanischer Schauspieler
- Brayden Burke (* 1997), kanadischer Eishockeyspieler
- Brian Burke (* 1955), US-amerikanisch-kanadischer Eishockeyspieler und -funktionär
- Brooke Burke Charvet (* 1971), US-amerikanische Schauspielerin und Tänzerin

### C
- Calvin Burke (* 1950), US-amerikanischer Schauspieler
- Charles H. Burke (1861–1944), US-amerikanischer Politiker
- Chris Burke (Musiker) (* um 1945), US-amerikanischer Jazzmusiker
- Chris Burke (Schauspieler) (* 1965), US-amerikanischer Schauspieler
- Chris Burke (Baseballspieler) (* 1980), US-amerikanischer Baseballspieler
- Chris Burke (Fußballspieler) (* 1983), schottischer Fußballspieler
- Christie Burke (* 1989), kanadische Schauspielerin
- Christine Jensen Burke (* 1968 oder 1969), neuseeländische Bergsteigerin
- Christy Burke, irischer parteiloser Politiker
- Chuck Burke (* 1930), US-amerikanischer Eiskunstläufer
- Clem Burke (1954–2025), US-amerikanischer Schlagzeuger
- Colin Burke (* um 1935), US-amerikanischer Hochschullehrer und Historiker
- Colm Burke (* 1957), irischer Europapolitiker
- Cory Burke (* 1991), jamaikanischer Fußballspieler
- Cyril Burke (1925–2010), australischer Rugby-Union-Spieler

### D
- Daniel Burke, englischer Drum-and-Bass-Produzent, siehe Fierce
- Daniel Burke (Ruderer) (* 1974), australischer Ruderer
- David Burke (Botaniker) (1854–1897), englischer Botaniker und Pflanzensammler
- David Burke (Schauspieler, 1934) (* 1934), britischer Schauspieler
- David Burke (Mörder) (1952–1987), US-amerikanischer Mörder, der Pacific-Southwest-Airlines-Flug 1771 zum Absturz brachte
- David Burke (Schauspieler, 1967) (* 1967), US-amerikanischer Schauspieler
- David Burke (Boxer) (* 1975), britischer Boxer
- David J. Burke (* 1948), US-amerikanischer Drehbuchautor und Produzent
- David L. Burke, US-amerikanischer Komponist, Drehbuchautor, Filmproduzent und Schauspieler
- David W. Burke († 2014), US-amerikanischer Politikberater
- Delta Burke (* 1956), US-amerikanische Schauspielerin
- Denis Burke († 1971), irischer Politiker
- Donna Burke (* 1954), US-amerikanische Rennrodlerin
- Douglas Burke (* 1957), US-amerikanischer Wasserballspieler

### E
- Ed Burke (Leichtathlet) (Edward Andrew Burke; * 1940), US-amerikanischer Hammerwerfer
- Ed Burke (Regisseur), US-amerikanischer Videoregisseur und -produzent
- Edmund Burke (1729–1797), irisch-britischer Staatsmann und Philosoph
- Edmund Burke (Bischof) (1753–1820), irischer Geistlicher und römisch-katholischer Apostolischer Vikar von Nova Scotia
- Edmund Burke (Politiker) (1809–1882), US-amerikanischer Politiker (New Hampshire)
- Edmund Burke (Sänger) (1876–1970), kanadischer Opernsänger (Bass)
- Edward Burke (Musiker) (Ed Burke; 1909–1988), US-amerikanischer Posaunist
- Edward R. Burke (1880–1968), US-amerikanischer Politiker
- Edwin J. Burke (1889–1944), US-amerikanischer Schriftsteller, Schauspieler, Regisseur und Drehbuchautor
- Elena Burke (1928–2002), kubanische Sängerin

### F
- Fabian Burke (* 1978), kanadischer American-Football-Spieler und Canadian-Football-Spieler
- Frank Burke (1918–1988), US-amerikanischer Soldat
- Frank W. Burke (1920–2007), US-amerikanischer Politiker

### G
- Glenn Burke (1952–1995), US-amerikanischer Baseball-Spieler
- Graham Burke (* 1993), irischer Fußballspieler
- Greg Burke (* 1959), US-amerikanischer Journalist im Vatikan

### J
- J. Herbert Burke (1913–1993), US-amerikanischer Politiker
- Jack Burke († 1942), US-amerikanischer Boxer
- Jack Burke Jr. (1923–2024), US-amerikanischer Golfspieler
- James Burke (Boxer) (1809–1845), englischer Boxer
- James Burke (Schauspieler) (1886–1968), US-amerikanischer Schauspieler
- James Burke (Mafioso) (1931–1996), US-amerikanischer Mafioso
- James Burke, Pseudonym von Joe D’Amato (1936–1999), italienischer Filmregisseur
- James Burke (Ringer) (1936–2006), US-amerikanischer Ringer
- James Burke (Wissenschaftsjournalist) (* 1936), britischer Wissenschaftshistoriker, Autor und Fernsehproduzent
- James A. Burke (1910–1983), US-amerikanischer Politiker
- James C. E. Burke (* 1958), US-amerikanischer Filmproduzent und -regisseur
- James F. Burke (1867–1932), US-amerikanischer Politiker
- James J. Burke († 1964), irischer Politiker
- James Lee Burke (* 1936), US-amerikanischer Schriftsteller
- James Michael Burke († 1936), irischer Politiker
- Jamie Burke (* 1971), US-amerikanischer Baseballspieler
- Jan Burke (* 1953), US-amerikanische Krimischriftstellerin
- Janet Burke (* 1962), jamaikanische Sprinterin
- Jim Burke (* 1970), US-amerikanischer Filmproduzent
- Jo Burke (1889–1967), deutscher Maler, Illustrator, und Kunsterzieher
- Joan Burke (1928–2016), irische Politikerin (Fine Gael)
- Joann Burke (* 1969), neuseeländische Radrennfahrerin
- João José Burke, OFM (1935–2006), brasilianischer Bischof
- Joe Michael Burke (* 1973), US-amerikanischer Schauspieler
- John Burke (Genealoge) (1786–1848), irischer Genealoge, Begründer von Burke’s Peerage
- John Burke (Fotograf) (circa 1843–1900), irischer Fotograf, v. a. durch seine Fotos aus dem Zweiten Anglo-Afghanischen Krieg bekanntgeworden
- John Burke (Gouverneur) (1859–1937), US-amerikanischer Politiker (North Dakota)
- John Burke (Bischof), Bischof von Simla und Chandigarh
- John Burke (Autor) (1922–2011), britischer Roman- und Drehbuchautor
- John Burke (Komponist) (1951–2020), kanadischer Komponist und Musikpädagoge
- John Burke (Schachspieler) (* 2001), US-amerikanischer Schachspieler
- John Dermot Lardner-Burke (1889–1967), namibischer Bürgermeister
- John F. Burke (1922–2011), US-amerikanischer Mediziner
- John H. Burke (1894–1951), US-amerikanischer Politiker
- Johnny Burke (1908–1964), US-amerikanischer Textdichter
- Joseph Burke (1812–1873), britisch-amerikanischer Forschungsreisender
- Joseph A. Burke (1884–1950), US-amerikanischer Filmkomponist
- Joseph Aloysius Burke (1886–1962), US-amerikanischer Bischof
- Joseph Burke (Schauspieler) (* 1945), US-amerikanischer Schauspieler
- Joseph Hunter Burke (* 1984), Geburtsname des US-amerikanischen Schauspielers Joe Burke

### K
- Kathleen Burke (1913–1980), US-amerikanische Schauspielerin
- Kathy Burke (* 1964), britische Schauspielerin
- Kenneth Burke (1897–1993), US-amerikanischer Literaturtheoretiker
- Kerry Burke (* 1942), neuseeländischer Politiker
- Kevin Burke (1929–2018), britischer Geologe

### L
- Lawrence Aloysius Burke (1932–2010), jamaikanischer Erzbischof von Kingston
- Lena Burke (* 1978), kubanische Sängerin
- Lenka Pichlíková-Burke (* 1954), tschechische Schauspielerin
- Liam Burke (1928–2005), irischer Politiker
- Lynn Burke (* 1943), US-amerikanische Schwimmerin

### M
- Marcella Burke, US-amerikanische Autorin, nominiert für den Oscar 1938
- Mark Burke (Fußballspieler) (* 1969), englischer Fußballspieler
- Mark Burke (Squashspieler) (* 1969), belgischer Squashspieler
- Mario Burke (* 1997), barbadischer Leichtathlet
- Martha Jane Cannary Burke (1852–1903), US-amerikanische Wild-West-Heldin, siehe Calamity Jane
- Martyn Burke (* 1952), kanadischer Journalist, Schriftsteller, Drehbuchautor und Regisseur
- Matt Burke (* 1973), australischer Rugby-Union-Spieler
- Matthew Burke (* 1964), australischer Rugby-Union-Spieler
- Melanie Burke (* 1980), neuseeländische Triathletin
- Michael Burke (Manager) (* 1957), französisch-US-amerikanischer Industriemanager
- Michael Burke (Schauspieler), Schauspieler
- Michael Burke (Fußballspieler) (* 1977), US-amerikanischer Fußballspieler
- Michael E. Burke (1863–1918), US-amerikanischer Politiker
- Michael Reilly Burke (* 1964), US-amerikanischer Schauspieler
- Michèle Burke (* 1959), US-amerikanische Maskenbildnerin
- Michelle Burke (* 1970), US-amerikanische Schauspielerin
- Mick Burke (Bergsteiger) (Michael Burke; 1941–1975), englischer Bergsteiger und Kameramann
- Mick Burke (Rugbyspieler) (Michael Burke), englischer Rugby-League-Spieler
- Miles Burke (1885–1928), US-amerikanischer Boxer

### O
- Oliver Burke (* 1997), schottischer Fußballspieler

### P
- Paddy Burke (* 1955), irischer Politiker
- Pascal Burke (1932–2001), irischer Snookerspieler
- Pat Burke (* 1973), irischer Basketballspieler
- Patrick Burke (Bischof) († 1843), Bischof von Elphin
- Patrick Burke (Politiker) (1879–1945), irischer Politiker
- Patrick Burke (* 1955), irischer Politiker, siehe Paddy Burke
- Patrick Burke (* 1973), irischer Basketballspieler, siehe Pat Burke
- Patrick J. Burke (1904–1985), irischer Politiker
- Paul Burke (Schauspieler) (1926–2009), US-amerikanischer Schauspieler
- Paul Burke (Autor) (* 1962), britischer Schriftsteller und Werbetexter
- Paul Burke (Rugbyspieler) (* 1973), irischer Rugbyspieler
- Paul Burke (Erfinder), Filmtechniker und Erfinder, Oscarpreisträger Technical Achievement Award 1985
- Paul J. Burke (* 1972), US-amerikanisch-schwedischer Basketballspieler und -trainer
- Peter Burke (Historiker) (* 1937), britischer Historiker
- Peter Burke (Politiker) (* 1982), irischer Politiker

### R
- Raimund Burke (* 1969), deutscher Hard-Rock Gitarrist und Arrangeur
- Ray Burke (* 1943), irischer Politiker
- Raymond Burke (Musiker) (1904–1986), US-amerikanischer Jazz-Klarinettist
- Raymond H. Burke (1881–1954), US-amerikanischer Politiker
- Raymond Leo Burke (* 1948), US-amerikanischer Geistlicher, Kirchenrechtler und Kurienkardinal
- Raymond Burke (Snookerspieler), nordirischer Snookerspieler
- Richard Burke (1932–2016), irischer Politiker
- Richard Burke (Bischof) (* 1949), irischer Missionserzbischof
- Richard Anthony Burke (* 1949), irischer Ordensgeistlicher, emeritierter Erzbischof von Benin City
- Richard T. Burke (* 1943), US-amerikanischer Unternehmer
- Robert E. Burke (1847–1901), US-amerikanischer Politiker
- Robert John Burke (* 1960), US-amerikanischer Schauspieler
- Robert Malachy Burke (1907–1998), irischer Politiker und Philanthrop
- Robert O’Hara Burke (1821–1861), irischer Entdecker
- Robert P. Burke (* 1962), US-amerikanischer Marineoffizier
- Rodney Burke, australischer Spezialeffektkünstler
- Ronald Burke (1944–2002), US-amerikanischer römisch-katholischer Theologe
- Ross David Burke (1953–1985), australischer Autor

### S
- Samson Burke (* 1930), US-amerikanischer Bodybuilder und Schauspieler
- Samuel Martin Burke (1906–2010), pakistanischer Diplomat und Autor
- Sarah Burke (Biathletin) (* 1981), britische Biathletin
- Sarah Burke (Freestyle-Skierin) (1982–2012), kanadische Freestyle-Skierin
- Séamus Burke (1893–1967), irischer Politiker
- Sean Burke (* 1967), kanadischer Eishockeyspieler
- Simon Burke (Schauspieler) (* 1961), australischer Schauspieler
- Simon Burke (Biathlet) (* 1970), britischer Biathlet
- Simon Burke (Drehbuchautor), britischer Drehbuchautor
- Solomon Burke (1940–2010), US-amerikanischer Soul-Musiker
- Sonny Burke (1914–1980), US-amerikanischer Jazz-Pianist, Keyboarder, Bandleader, Arrangeur und Komponist
- Steve Burke (* 1958), US-amerikanischer Geschäftsmann
- Steven Burke (* 1988), englischer Bahnradfahrer

### T
- Tarana Burke (* 1973), US-amerikanische Bürger- und Menschenrechtsaktivistin, Begründerin der Me-Too-Bewegung
- Thomas Burke (Bischof) (um 1709–1776), irischer Geistlicher, Bischof von Ossory
- Thomas Burke (Politiker, um 1747) (um 1747–1783), US-amerikanischer Politiker
- Thomas Burke (Mäzen) (1849–1925), US-amerikanischer Anwalt, Richter und Mäzen
- Thomas Burke (Leichtathlet) (1875–1929), US-amerikanischer Leichtathlet
- Thomas Burke (Politiker, 1876) (1876–1951), irischer Politiker
- Thomas Burke (Autor) (1886–1945), britischer Autor
- Thomas A. Burke (1898–1971), US-amerikanischer Politiker
- Thomas Henry Burke (Beamter) (1829–1882), irisch-britischer Beamter und Attentatsopfer, siehe Phoenix-Park-Morde
- Thomas Henry Burke (Politiker) (1904–1959), US-amerikanischer Politiker
- Thomas Martin Aloysius Burke (1840–1915), irischer Geistlicher, Bischof von Albany
- Tim Burke (Eishockeyspieler) (* 1955), US-amerikanischer Eishockeyspieler und -trainer
- Tim Burke (Baseballspieler) (* 1959), US-amerikanischer Baseballspieler
- Tim Burke (Spezialeffektkünstler) (* 1965), englischer Visual-Effect-Artist
- Tim Burke (Biathlet) (* 1982), US-amerikanischer Biathlet
- Tom Burke (Leichtathlet) (1875–1929), US-amerikanischer Sprinter
- Tom Burke (* 1981), britischer Schauspieler
- Tony Burke (* 1969), australischer Politiker
- Tony Burke (Musikjournalist) (* 1952), britischer Musikjournalist und Herausgeber der Musikzeitschrift Blues & Rhythm
- Trey Burke (* 1992), US-amerikanischer Basketballspieler

### U
- Ulick Burke (Politiker) (* 1943), irischer Politiker
- Ulick Burke, 1. Marquess of Clanricarde (1604–1657), englischer Adeliger und Feldherr

### V
- Vinnie Burke (eigentlich Vincent Bucci; 1921–2001), US-amerikanischer Jazzbassist

### W
- William Burke (Serienmörder) (1792–1829), britischer Serienmörder
- William J. Burke (1862–1925), US-amerikanischer Politiker

### Y
- Yvonne Brathwaite Burke (* 1932), US-amerikanische Politikerin